# Oligonychus randriamasii
Oligonychus randriamasii är en spindeldjursart som beskrevs av Gutierrez 1967. Oligonychus randriamasii ingår i släktet Oligonychus och familjen Tetranychidae. Inga underarter finns listade i Catalogue of Life.